# Crépuscule (film, 1937)
Pour les articles homonymes, voir Crépuscule (homonymie).
Pour plus de détails, voir Fiche technique et Distribution.
Crépuscule (Der Herrscher) est un film allemand réalisé par Veit Harlan, sorti en 1937, qui fut interdit après la guerre et ne peut pas être montré en public.
Le scénario est de Thea von Harbou (l'ancienne épouse de Fritz Lang) et de Curt Johannes Braun, d'après la pièce naturaliste de Gerhart Hauptmann Vor Sonnenuntergang (Avant le coucher du soleil) et le rôle principal est interprété par Emil Jannings qui reçut un prix à la Mostra de Venise de 1937.

## Synopsis
Après la mort de son épouse, Matthias Clausen (Emil Jannings), chef d'une prospère entreprise de munitions, veut refaire sa vie. Il s'éprend de Inken (Marianne Hoppe), une secrétaire de son entreprise, et prend des vacances en Italie. Ses quatre enfants ne souhaitent pas partager l'affection de leur père ni son argent et conspirent contre lui afin de protéger leur héritage. Ils essaient de le faire déclarer irresponsable. Clausen les désavoue et cède son entreprise à l'État. 
Ce film qui a un grand intérêt culturel et historique, est considéré comme un de meilleurs de Veit Harlan.

## Fiche technique
- Titre original : Der Herrscher
- Titre français : Crépuscule
- Réalisation : Veit Harlan
- Scénario : Thea von Harbou
- Costumes : Ilse Fehling
- Photographie : Günther Anders, Werner Brandes
- Musique : Wolfgang Zeller
- Production : Karl Julius Fritzsche
- Société(s) de production : Tobis-Magna-Filmproduktion
- Pays d’origine :  Reich allemand
- Langue originale : allemand
- Format : noir et blanc — 35 mm — 1,37:1 — son Mono
- Genre : drame
- Durée : 103 minutes
- Dates de sortie :
  - Troisième Reich : 17 mars 1937
  - France : 16 octobre 1942
- Classification : interdit de diffusion en Allemagne après la guerre

## Distribution
- Emil Jannings : Matthias Clausen
- Paul Wagner : Wolfgang Clausen, son fils
- Maria Koppenhöfer : Paula Clausen
- Marianne Hoppe  : Inken Peters
- Hilde Körber : Bettina Clausen, sa fille
- Käthe Haack : Ottilie
- Herbert Hübner : Le directeur Erich Klamroth

## Article annexe
- Liste des longs métrages allemands créés sous le nazisme